# Paul von Schilhawsky
Paul von Schilhawski, auch Paul Schilhawsky (* 9. November 1918 in Salzburg; † 2. Juli 1995 in Paris) war ein österreichischer Musikwissenschaftler, Pianist, Dirigent sowie Hochschullehrer und Rektor am Salzburger Mozarteum.

## Leben und Wirken

### Familie und Ausbildung
Paul von Schilhawski war der Sohn des österreichischen Generals der Infanterie Sigismund Schilhawsky von Bahnbrück (1881–1957) und dessen Ehefrau Paula geborene Scholz (1885–1965). Nach der Matura am Theresianum Wien 1936 studierte er am Mozarteum bei Franz Ledwinka (Klavier) und Clemens Krauss (Dirigieren). Zusätzlich absolvierte er bis 1942 Studien der Musikwissenschaft und Germanistik an der Universität München bei unter anderem Rudolf von Ficker und Arthur Kutscher. Später folgten weitere Klavierstudien bei Winfried Wolf.

### Musikalische Laufbahn
Nach seinem Studium wirkte Schilhawsky zunächst als Korrepetitor am Salzburger Landestheater und an der Opernschule des Mozarteums. 1945 wurde er zum Opernkapellmeister am Salzburger Landestheater ernannt und war dort in dieser Position bis 1948 tätig. In Lissabon baute er zwischen 1948 und 1950 auf Initiative von Paul Sacher eine Opernschule auf.
Parallel zu seiner Lehrtätigkeit am Mozarteum konzertierte er als Pianist solistisch, als Kammermusiker und Liedbegleiter in vielen Ländern Europas, in Nord-, Mittel- und Südamerika und im Mittleren und Nahen Osten. Über 20 Jahre lang bildete er gemeinsam mit dem Geiger und Professor Karlheinz Franke das Mozarteum-Duo. 
Bei den Salzburger Festspielen konzertierte Schilhawsky mehrfach. Er gab ein Solorecital und trat als Solist mit Schumanns Klavierkonzert und Klavierkonzerten von Wolfgang Amadeus Mozart auf sowie kammermusikalisch mit Künstlern wie Yehudi Menuhin, Hans Hotter, Edith Mathis, Brigitte Fassbaender, Peter Schreier, Walter Berry, den Pianisten Erik Werba und Heinz Scholz, dem Geiger Franz Bruckbauer und dem Barylli-Quartett. 1954 eröffnete er die neu gegründeten Salzburger Schlosskonzerte zusammen mit dem Bratschisten Paul Doktor und dem Klarinettisten Alois Heine.

### Lehrtätigkeit und Wirken am Mozarteum
Ab 1951 lehrte Schilhawsky am Mozarteum; 1960 wurde er zum außerordentlichen Professor und im Jahr 1970 zum ordentlichen Hochschulprofessor ernannt. Von 1953 bis 1957 leitete er dort eine Klavierklasse und übernahm 1958 die Klasse für Konzertgesang und Liedinterpretation. Zudem war er von 1972 bis 1982 Leiter der Internationalen Sommerakademien, für die während dieser Zeit Künstler wie Arleen Augér, Erna Berger, Kim Borg, Karl Engel, Karl Leister, Elisabeth Leonskaja, George London, Sándor Kónya, Ernst Kovacic, Hanna Ludwig, Heinrich Schiff, Michel Schwalbé, Giulietta Simionato oder Sándor Végh als Pädagogen gewonnen wurden.
Von 1969 bis 1971 war Schilhawsky stellvertretender Präsident der Akademie Mozarteum und von 1971 bis 1979 Rektor der Hochschule Mozarteum. Während seiner Wirkungszeit kamen international bekannte Künstler wie zum Beispiel Sandor Végh, Nikolaus Harnoncourt oder Antonio Janigro als Lehrer ans Mozarteum.
Zudem gab Schilhawsky jährlich Kurse im Fachbereich Deutsches Lied am Pariser Institut Autrichien. Für seine Verdienste ernannte ihn die Stadt Paris zum Ehrenbürger. Schilhawsky erhielt weitere Ehrungen und es liegen zahlreiche Tonaufnahmen vor.

## Ehrungen (Auswahl)
- Großes Silbernes Ehrenzeichen für Verdienste um die Republik Österreich
- Silberne Medaille der Stadt Paris
- Ehrenbürger der Stadt Paris
- Ehrenbecher der Stadt Salzburg
- Casals-Medaille
- Ehrenmitglied des Mozarteums

Quellen:

## Diskografie (Auswahl)
- Frédéric Chopin: Vingt-six préludes pour piano (Le Club Français Du Disque; 1960)
- Frédéric Chopin: Valsees / Préludes (u. a. Editions du Cap; 1960)
- Wolfgang Amadeus Mozart: Klavierkonzerte Nr. 24 KV 491 und Nr. 18 KV 456. Mit dem Symphonieorchester des Bayerischen Rundfunks, Dirigent: Rudolf Alberth (Nonesuch; 1965 und Musidisc; 1977)
- Franz Liszt: Sonate en si mineur; Années de Pélerinage (Musidisc; 1971)
- Ruth von Kotschubey singt Schubert, Schumann, Brahms. Mit Ruth von Kotschubey, Sopran (Vox Aurea; 1976)
- Franz Schubert: Schwanengesang. Mit Rudolf Knoll, Bariton (Euphoria Records; 1978)
- Wolfgang Amadeus Mozart: Klavierkonzerte KV 271 und KV 467. Mit dem Orchestre des Cento Soli; Dirigent: Rudolf Alberth (Le Club Français Du Disque o. J.)
- Franz Schubert: Impromptus op. 90 und op. 142 (Le Club Français Du Disque o. J.)
- Récital Frédéric Chopin (Musidisc o. J.)
- Franz Schubert: Die schöne Müllerin. Mit Rudolf Knoll, Bariton (Topsound classic o. J.)
- Quatorze valses de Frédéric Chopin (Le Club Français Du Disque o. J.)
- Johannes Brahms: Concerto No. 1 pour piano et orchestre op. 15. Mit dem Orchestre de l’Association des Conserts Lamoureux, Dirigent: Rudolf Alberth (Musidisc o. J.)
- Robert Schumann: Papillons. Scènes d’enfants. Scènes de la forét (Le Club Français Du Disque o. J.)
- Frédéric Chopin: Valses – Ballades – Fantaisie (Musidisc o. J.)